# АЭС Сент-Луси
АЭС Сент-Луси (англ. St. Lucie Nuclear Power Plant) — действующая атомная электростанция на юго-востоке США.
Станция расположена на острове Хатчинсон на побережье Атлантического океана в округе Сент-Луси штата Флорида.

## Информация об энергоблоках
| Энергоблок  | Тип реакторов       | Мощность | Мощность | Начало строительства | Физпуск    | Подключение к сети | Ввод в эксплуатацию | Закрытие |
| Энергоблок  | Тип реакторов       | Чистый   | Брутто   | Начало строительства | Физпуск    | Подключение к сети | Ввод в эксплуатацию | Закрытие |
| ----------- | ------------------- | -------- | -------- | -------------------- | ---------- | ------------------ | ------------------- | -------- |
| Сент-Луси-1 | PWR, COMB CE DRYAMB | 982 МВт  | 1045 МВт | 01.07.1970           | 22.04.1976 | 07.05.1976         | 21.12.1976          | —        |
| Сент-Луси-2 | PWR, COMB CE DRYAMB | 987 МВт  | 1050 МВт | 02.06.1977           | 02.06.1983 | 13.06.1983         | 08.08.1983          | —        |